# Бёгелунн, Каспер
Каспер Бёгелунн Нильсен (дат. Kasper Bøgelund Nielsen; род. 8 октября 1980[…], Оденсе) — датский футболист, защитник.

## Биография
Родился в Оденсе, выступал за молодёжный составе местной команды «Оденсе». За время, проведенное там, был капитаном сборной Дании различных возрастов, был признан лучшим футболистом Дании до 17 лет.
В марте 1997 года подписал первый профессиональный контракт с ПСВ, который тренировал датчанин Франк Арнесен. С января 1998 два года провел в резерве, за основу дебютировал в марте 2000 года при Эрике Геретсе. В сезоне 2001/02 провел за ПСВ 24 матча, а в следующем — стал чемпионом Нидерландов. В связи с травмой, полученной осенью 2004 года, уступил место в основном составе Андре Ойеру. Тем не менее, вместе с командой выиграл и чемпионат, и Кубок страны.
Летом 2005 года перешёл в «Боруссию» (Мёнхенгладбах). 27 августа отличился в игре против «Шальке 04». В январе 2006 этот гол признали лучшим в году. В 2007 году «Боруссия» вылетела из Бундеслиги, однако Нильсен клуб не покинул.
Летом 2008 года вернулся в Данию, заключив контракт с действующими чемпионами «Ольборгом».

## Карьера в сборной
После успешных игр в ПСВ был вызван в национальную сборную в феврале 2002 года Мортеном Ольсоном. Принимал участие в матчах чемпионата мира, дважды выходя на замену. На чемпионате Европы-2004 в перерыве заменил Никласа Йенсена, после чего получил место в основном составе.
Из-за травмы в 2004 году перестал вызываться в сборную, провел за команду ещё три матча: один — в августе 2007 года и два — осенью 2008.

## Статистика

### Матчи Бёгелунна за сборную Дании
| Матчи Бёгелунна за сборную Дании | Матчи Бёгелунна за сборную Дании | Матчи Бёгелунна за сборную Дании | Матчи Бёгелунна за сборную Дании | Матчи Бёгелунна за сборную Дании | Матчи Бёгелунна за сборную Дании |
| -------------------------------- | -------------------------------- | -------------------------------- | -------------------------------- | -------------------------------- | -------------------------------- |
| №                                | Дата                             | Соперник                         | Счёт                             | Голы Бёгелунна                   | Соревнование                     |
| 1                                | 13 февраля 2002                  | Саудовская Аравия                | 1:0                              | —                                | Товарищеский матч                |
| 2                                | 17 апреля 2002                   | Израиль                          | 3:1                              | —                                | Товарищеский матч                |
| 3                                | 11 июня 2002                     | Франция                          | 2:0                              | —                                | Чемпионат мира 2002              |
| 4                                | 15 июня 2002                     | Англия                           | 0:3                              | —                                | Чемпионат мира 2002              |
| 5                                | 21 августа 2002                  | Шотландия                        | 1:0                              | —                                | Товарищеский матч                |
| 6                                | 12 октября 2002                  | Люксембург                       | 2:0                              | —                                | Чемпионат Европы 2004 (отбор)    |
| 7                                | 11 июня 2003                     | Люксембург                       | 2:0                              | —                                | Чемпионат Европы 2004 (отбор)    |
| 8                                | 20 августа 2003                  | Финляндия                        | 1:1                              | —                                | Товарищеский матч                |
| 9                                | 30 мая 2004                      | Эстония                          | 2:2                              | —                                | Товарищеский матч                |
| 10                               | 5 июня 2004                      | Хорватия                         | 1:2                              | —                                | Товарищеский матч                |
| 11                               | 22 июня 2004                     | Швеция                           | 2:2                              | —                                | Чемпионат Европы 2004            |
| 12                               | 27 июня 2004                     | Чехия                            | 0:3                              | —                                | Чемпионат Европы 2004            |
| 13                               | 18 августа 2004                  | Польша                           | 5:1                              | —                                | Товарищеский матч                |
| 14                               | 4 сентября 2004                  | Украина                          | 1:1                              | —                                | Чемпионат мира 2006 (отбор)      |
| 15                               | 22 августа 2007                  | Ирландия                         | 0:4                              | —                                | Товарищеский матч                |
| 16                               | 11 октября 2008                  | Мальта                           | 3:0                              | —                                | Чемпионат мира 2010 (отбор)      |
| 17                               | 19 ноября 2008                   | Уэльс                            | 0:1                              | —                                | Товарищеский матч                |

Итого: 17 матчей / 0 голов; 8 побед, 4 ничьи, 5 поражений.

## Достижения
- Лучший игрок Дании до 17 лет: 1996
- Чемпион Нидерландов: 2003, 2005
- Обладатель Кубка Нидерландов: 2005